# コア (樹木)
コア (Acacia koa) はハワイ諸島固有のマメ科ネムノキ亜科アカシア属の樹木である。

## 概要
大木に育ちやすく、幹はかつて木材としてアウトリガーカヌーの製作によく使われていた。現在でも、木工芸、ウクレレやエレクトリック・ギターといった楽器にしばしば使われている。
「コア」はもともとハワイ語で、「勇気・戦士」の意味である。
生育条件によっては、しばしば派手な杢が現われることがある。

## 形態・生態
生長が非常に早く、最初の5年で樹高は約10メートル (m) にもなり、成熟すると低木から捻れた枝を広げた巨木になる。コアは生態系を支える樹木で、鳥や昆虫に食料や住処を与え、古木の樹皮には地衣類が付着し、根粒には窒素固定細菌が棲んでいるため、痩せた土地でも生育することができる。葉は非常に変わっており、若木の葉は銀色がかった緑色の小さな複葉であるが、成木の葉は長さ20センチメートル (cm) ほどの三日月形で、これは葉柄が平たくなった偽葉である。この2形の葉を持つ柔軟性は、この植物が日陰から日向へと生長するのに役立っているとみられている。
花期には黄色い小さな花を咲かせる。花後は長さ20 cmほどの莢（豆果）ができ、中に入る種子は茶色い。種子は鳥に食べられるなどして運ばれる。

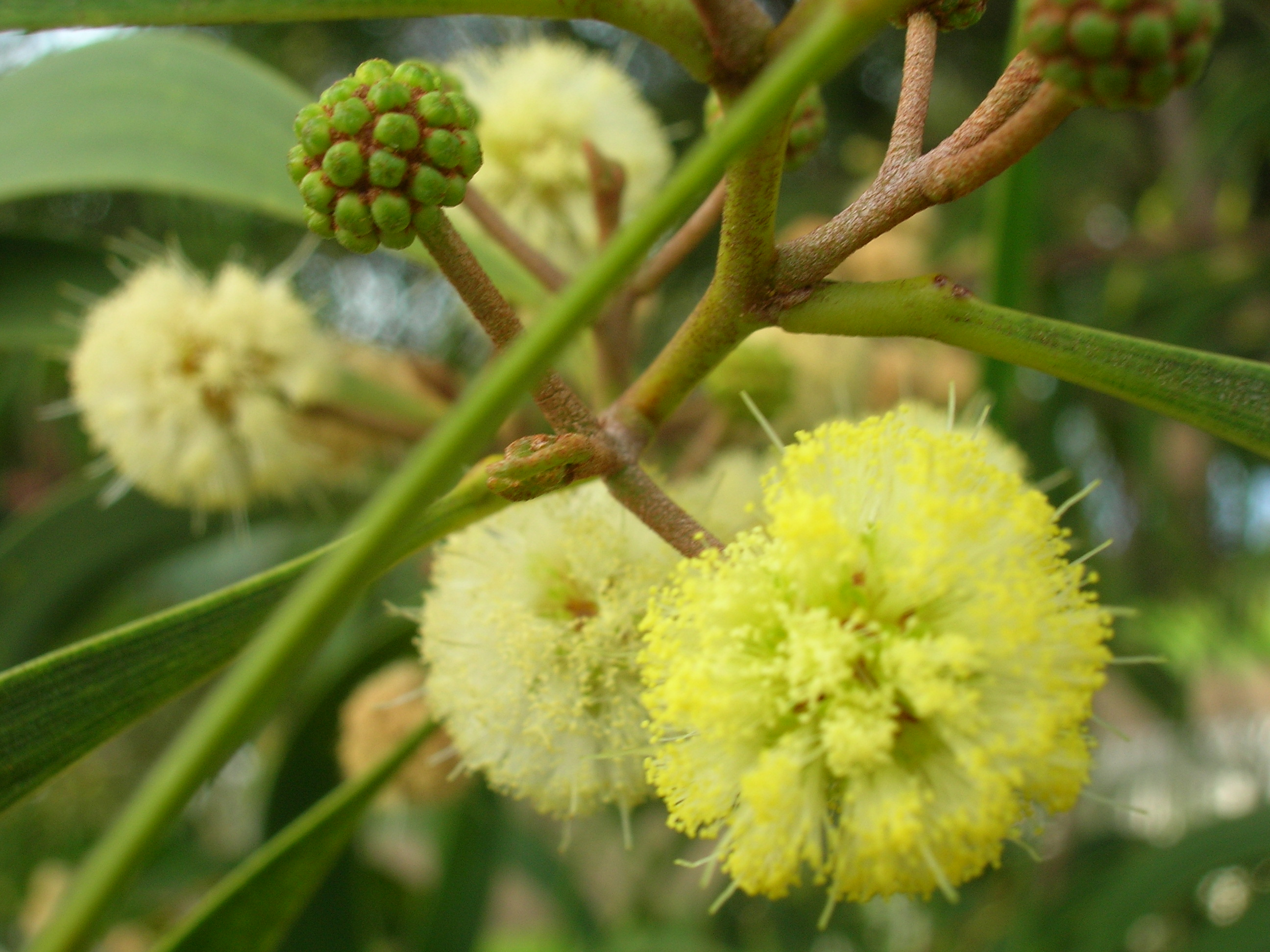
花
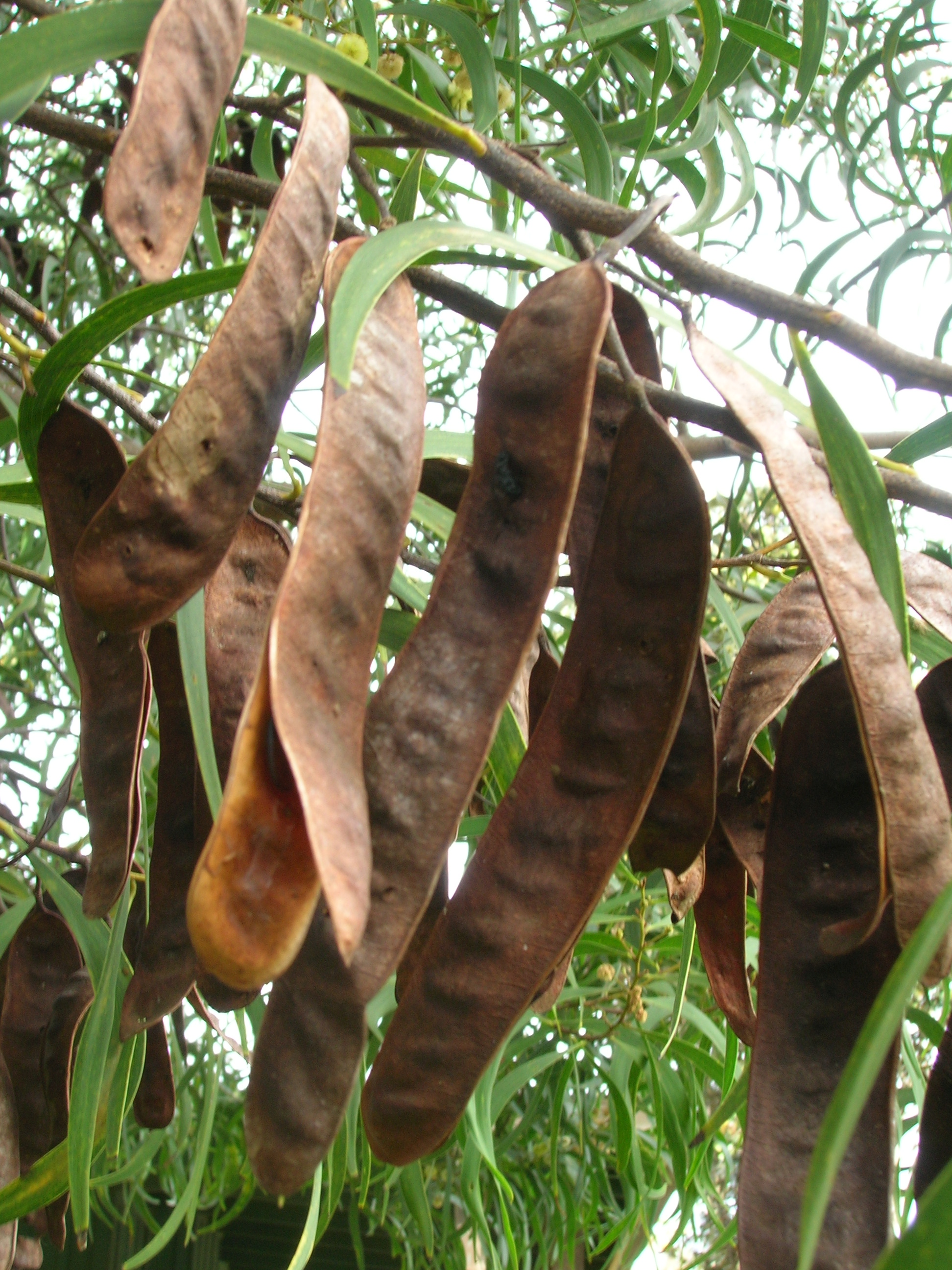
果実
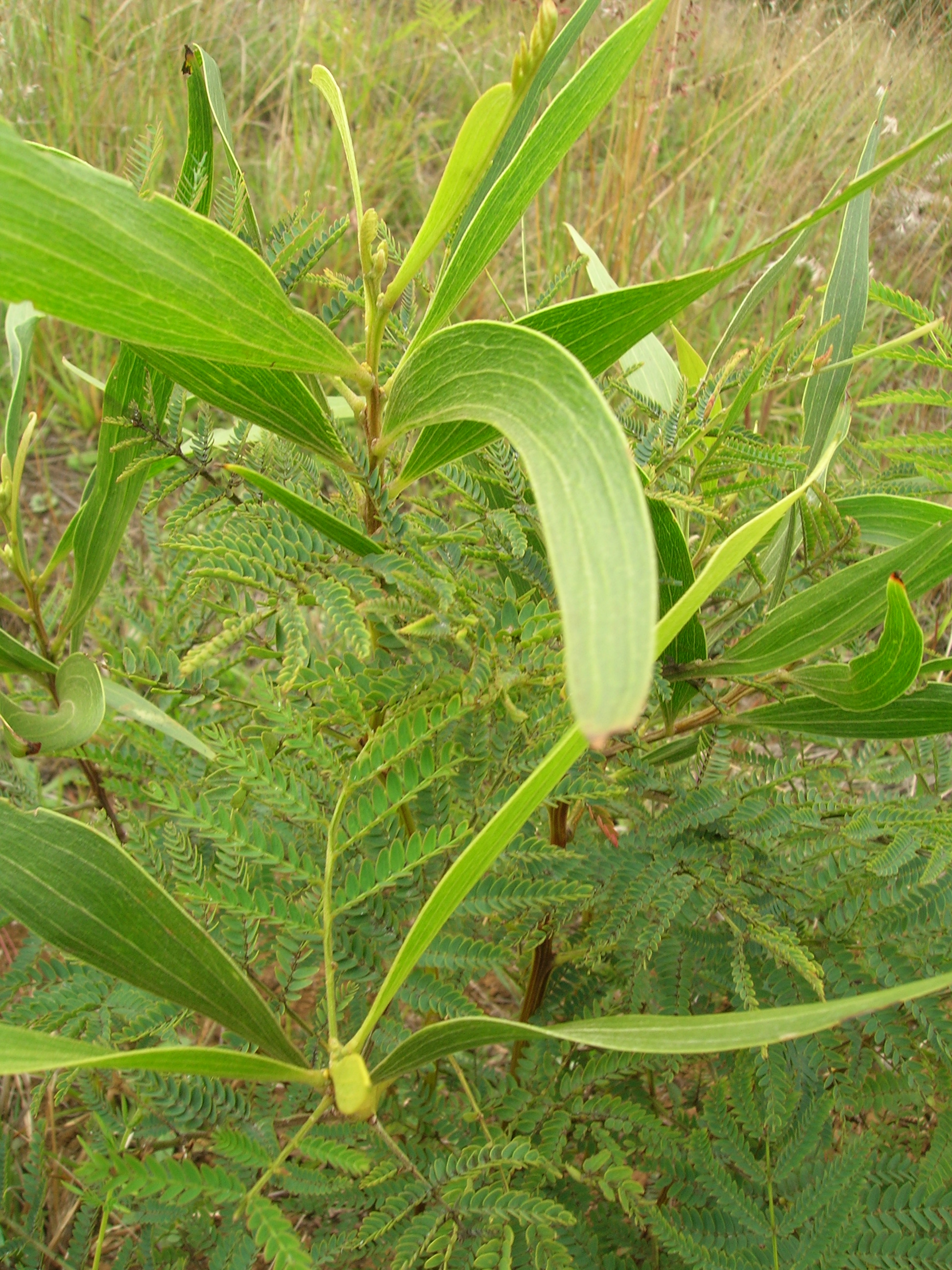
ニ形を示す葉

コアに非常によく似た植物に、ハワイ諸島から1万6000キロメートル (km) 離れたインド洋上のレユニオン島に自生するアカキア・ヘテロフィルラ（Acacia heterophylla）があり、この植物の遺伝子分析の結果、おそらく約140万年前にハワイ諸島からレユニオン島まで鳥によって運ばれたものであることが判明している。1回の種子撒布の距離として、現在知られている中では世界最長である。

## 歴史と再生
地球上でハワイ諸島だけに自生するコアは、150万年前にオーストラリア大陸からきた祖先の木から進化してきた植物とみられている。ハワイ諸島に人間が住むようになるまではコウモリ以外の哺乳類は存在せず、動物からの食害を受ける心配もなかったため、トゲや毒、鼻や舌を刺激する化学物質を進化させる必要もなく、人間が島に連れてきた動物から身を守るすべを持っていなかった。19世紀以降の、主にアメリカ合衆国民によるハワイへの入植に伴い、短期間のうちにコアの生育環境は悪化した。牧草地などへ転用するための原生林伐採、ウシなどの家畜による食害や浅い根の踏みつけ、繁殖力が強い外来植物の流入などが原因である。現在、コアの伐採は厳しく制限されていて、流通量が少ないコア材は世界で最も高級な材木の一つとなっている。
コアはハワイ文化の中で重要視されていて、ハワイ王国時代には高級木材として、ワア・ペレルー（wa‘a peleleu ）とよばれる戦闘用カヌー（アウトリガーカヌー）の材料にするほか、槍の柄や建築など利用された。イオラニ宮殿の大階段のように、コア材が使われた建築物・作品が一部現存する。標高1000-2000メートル帯に多く生え、窒素固定作用により土壌中で他の動植物の生育を助ける働きもあった。
現在では保護のためにハワイ州政府によって輸出を制限されており、流通量には限りがある。コアの植樹や家具への利用に取り組む企業もある。

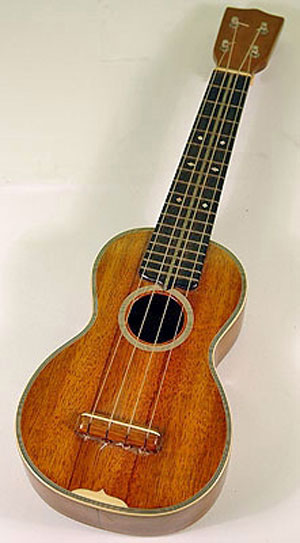
コアの材を使ったウクレレ
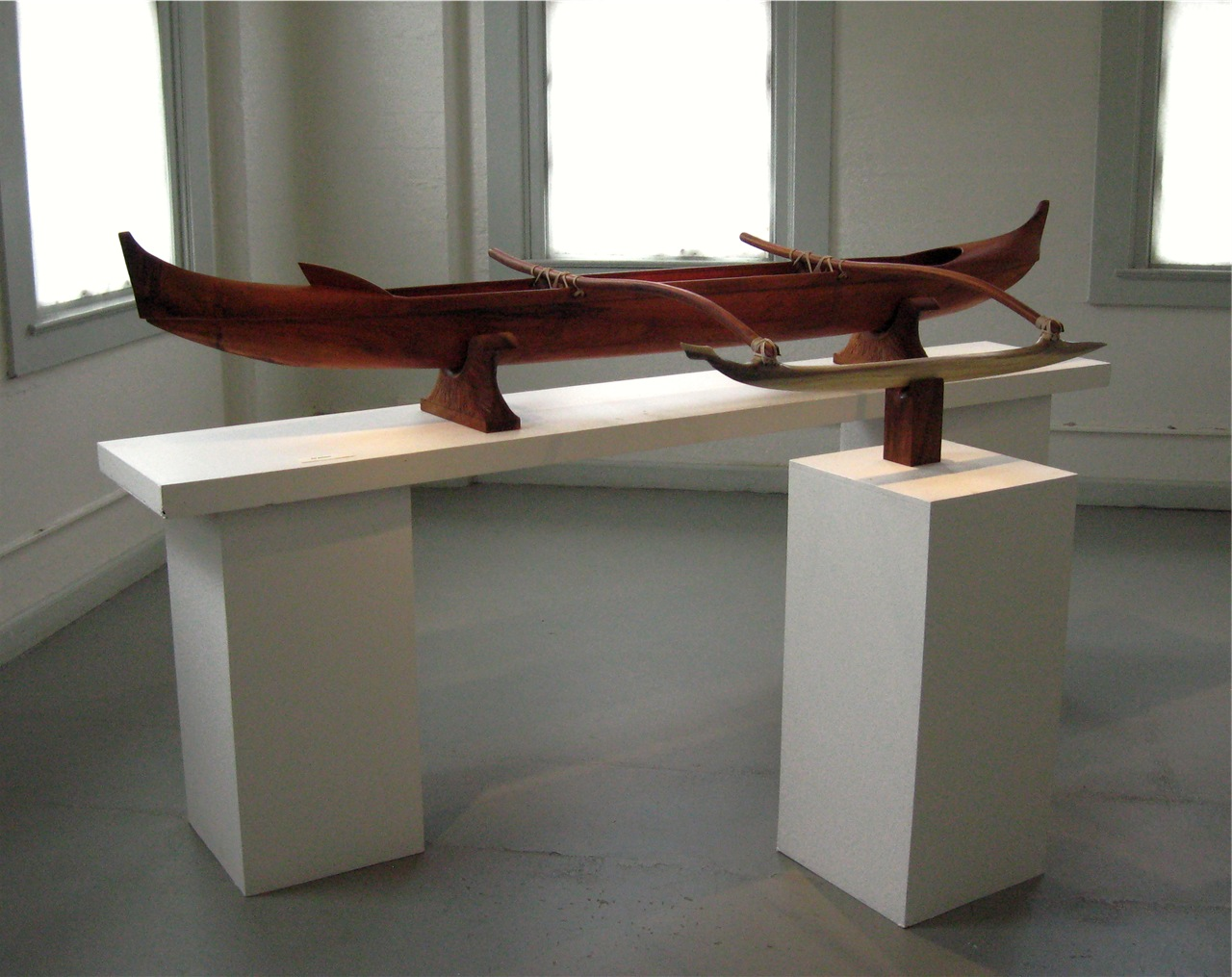
コアの材を使ったカヌー